# Most Bez Powrotu
Most Bez Powrotu (kor. 돌아올 수 없는 다리, Tora olsu ŏmnŭn tari) – betonowy most w Koreańskiej Strefie Zdemilitaryzowanej oddzielającej Koreę Północną od Korei Południowej w miejscowości Panmundżom. Most jest w połowie przecięty granicą międzykoreańską. Na końcu mostu, przed przejściem na terytorium Korei Północnej, znajdują się cztery niebieskie słupy. Most z obu stron strzeżony jest przez posterunki wartownicze.

## Historia

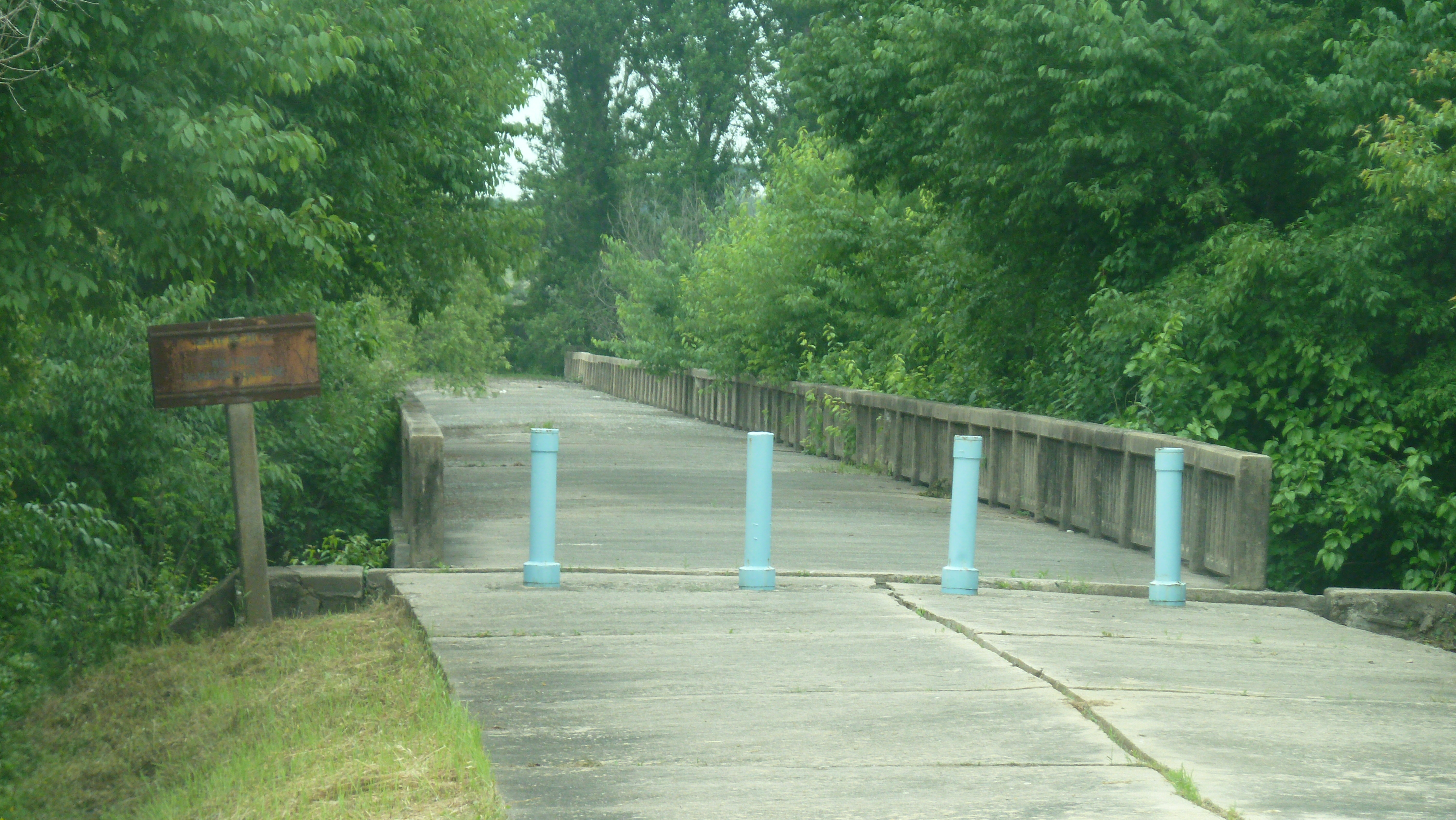
Most Bez Powrotu z bliska (2011)

Po zakończeniu wojny koreańskiej w roku 1953 most służył do wymiany jeńców wojennych i szpiegów.
Nazwa mostu pochodzi od postępowania służb amerykańskich, które pojmanym dawały alternatywę: albo zostają w Korei Południowej albo przechodzą na Północ bez możliwości powrotu. 
23 grudnia 1968 roku na moście doszło do zwrotu osiemdziesięciu dwóch jeńców – członków załogi amerykańskiego okrętu USS „Pueblo”, pojmanego przez siły Korei Północnej. Sam okręt, zajęty 23 stycznia 1968 roku na wodach międzynarodowych, znajduje się w Pjongjangu. 
18 sierpnia 1976 roku w okolicy mostu doszło do incydentu z siekierą, w którym Amerykanie ścinający drzewo dla poprawienia widoczności w okolicy napotkali opór ze strony wojsk północnokoreańskich (rzekomo drzewo miał zasadzić Kim Ir Sen). W wyniku zajścia zginęło dwóch żołnierzy amerykańskich, a kolejnych czterech amerykańskich i czterech południowokoreańskich zostało rannych. Po incydencie wybudowano nowy most w czasie siedemdziesięciu dwóch godzin. Od tego czasu most nie jest wykorzystywany przez stronę północnokoreańską, odbywają się na nim ceremonie promocyjne żołnierzy armii amerykańskiej.